# Estadio Azteca (canción)
Estadio Azteca es una canción del músico argentino Andrés Calamaro y primer sencillo de su álbum El cantante. La letra fue compuesta por Marcelo Scornik. El nombre de la canción hace referencia al Estadio Azteca de Ciudad de México. La letra de la canción fue compuesta por Marcelo Scornik, que se la cedió a su amigo Calamaro para que él la musicara.
Debido a su popularidad, la canción tiene entre sus fans la consideración de «himno» en la discografía de Calamaro.

## La canción
Estadio Azteca apareció como el primer sencillo extraído del álbum El cantante, dentro del cual es una de las tres composiciones nuevas de Calamaro (el resto son versiones de otros temas).
Por su letra, Estadio Azteca ha sido descrita como misteriosa, por su ambigüedad y su capacidad expresiva. Es un texto que «parece hablar de fútbol y de miseria» y del sentimiento de la afición. Otras versiones señalan que la canción trata temas más duros, como la dictadura argentina o la cocaína. Se considera también «un canto a la pérdida de la inocencia» y al «imparable paso del tiempo». Para su autor, Marcelo Scornik, la canción es un «rejunte de recuerdos y emociones».

## Intérpretes[1]
- Andrés Calamaro - Voz principal, guitarra acústica, teclado, coro
- Niño Josele - Guitarra
- Alaín Pérez - Bajo
- El piraña - Percusiones